# Schoenorchis
Schoenorchis é um género botânico pertencente à família das orquídeas (Orchidaceae).